# Nicolas Rousseau
Nicolas Rousseau (født 16. marts 1983) er en fransk tidligere professionel cykelrytter.